# Raimon Bergós Civit
Raimon Bergós Civit (Barcelona, 1960) és un advocat català amb una àmplia trajectòria en l'àmbit jurídic, especialment en l'assessorament a fundacions i entitats culturals. Ha estat implicat en diversos casos de rellevància mediàtica i ha ocupat càrrecs destacats en institucions públiques i privades.

## Formació i trajectòria professional
Llicenciat en Dret per la Universitat de Barcelona el 1983 i diplomat pel Col·legi Universitari Abat Oliba en el Curs Especial per a Secretaris de Societats i Experts Tributaris el 1987, Bergós és soci i cap del Bufet Bergós, fundat el 1925 i especialitzat en dret civil, mercantil i fundacional.
Ha exercit com a cap dels serveis jurídics de la Corporació Catalana de Mitjans Audiovisuals (CCMA) fins a la seva renúncia el 2009.
També va ser cap de l'assessoria jurídica del Comitè Organitzador dels Jocs Olímpics de Barcelona 1992 i del Fòrum Universal de les Cultures Barcelona 2004.
A més, ha estat secretari general de la Coordinadora Catalana de Fundacions i ha format part del patronat de diverses fundacions, com la Fundació BCN Formació Professional, la Fundació Privada Escoles Universitàries Gimbernat i la Fundació Vera Musica, dedicada a la promoció musical entre Europa i els Estats Units.
També ha estat secretari de la Fundació Barcelona Olímpica, entitat que gestiona el Museu Olímpic i de l'Esport Joan Antoni Samaranch.
Ha estat membre del patronat de la Fundació Cassià Just, de la Fundació Teatre Lliure-Teatre Públic de Barcelona i de la Fundació Ulls del Món.
En l'àmbit acadèmic, ha estat professor i conferenciant habitual a la Universitat Pompeu Fabra, la Universitat Ramon Llull, la Universitat Autònoma de Barcelona i al centre ESADE.
També ha estat president del Consell Assessor de l'Organització de Consumidors i Usuaris de Catalunya (OCUC), representant de l’Estat espanyol en el grup de treball EURO de la Comissió Europea, membre del grup d’experts de la Cambra de Comerç de Barcelona, i membre de diverses comissions del Col·legi d'Advocats de Barcelona.

## Implicacions judicials
Bergós va ser condemnat a dos anys de presó i una multa de 7.500 euros per un delicte continuat de falsedat en document mercantil en el marc del Cas Palau, relacionat amb la gestió de la Fundació Orfeó Català-Palau de la Música. Va ser absolt dels delictes de malversació i apropiació indeguda. Bergós va ser implicat en l'escàndol per haver elaborat documents falsos amb l'objectiu de enganyar la inspecció d'Hisenda entre els anys 2004 i 2005. En una carta datada el 31 de gener de 2005, adreçada a Jordi Montull, exdirector administratiu del Palau, Bergós detallava l'estratègia per "deixar fora de l'abast" d'Hisenda "temes d'impossible justificació fiscal". Aquesta estratègia incloïa la creació de factures falses i la redacció d'un conveni fictici amb la Fundació Espai Catalunya per un import de 150.000 euros.
En el Cas Nóos, va declarar com a testimoni en el procés judicial contra Iñaki Urdangarin, però no va ser imputat.

## Publicacions
- Todo sobre las fundaciones: manual, legislación y formularios (2011)
- Código de fundaciones: legislación estatal y autonómica (2009)[16]